# Impatiens meeboldii
Impatiens meeboldii är en balsaminväxtart som beskrevs av Joseph Dalton Hooker. Impatiens meeboldii ingår i släktet balsaminer, och familjen balsaminväxter. Inga underarter finns listade i Catalogue of Life.